# Словник грецьких і римських старожитностей
Словник грецьких і римських старожитностей — англомовна енциклопедія, вперше опублікована в 1842 році. Друге, вдосконалене і розширене, видання з’явилося в 1848 році, і до 1890 року було багато перероблених видань. Енциклопедія охоплювала право, релігію, архітектуру, війну, повсякденне життя та подібні теми, насамперед з позицій класициста . Це була одна з серії довідкових робіт про класичну античність Вільяма Сміта, інші охоплюють осіб і місця. Він містить понад мільйон слів у будь-якому виданні, і всі видання тепер є загальнодоступними . 

## Дивіться також
- Словник грецької та римської географії
- Словник грецької та римської біографії та міфології